# تبني البالغين
هو شكل من أشكال التبني بين شخصين بالغين أو أكثر من أجل نقل حقوق الميراث و / أو العلاقة القانوينة. اذ يتم تبني البالغين لأسباب مختلفة، بما في ذلك: لإثبات حقوق الميراث غير المنقولة؛ لإضفاء الطابع الرسمي على علاقة زوجة الاب/ زوج الام/ابن الزوج أو الزوجة/الام أو الاب غير الشرعيين / الطفل بالتبني. أو استعادة العلاقة القانونية الأصلية بين المتبنيين البالغين وأسرهم الطبيعية.وفي اليابان، يمكن استخدام تبني البالغين للمساعد على استمرارية الشركات العائلية. يُعرف هذا النوع من التبني باسم mukoyoshi («تبني صهر»). يمكن أيضًا استخدام تبني البالغين في بعض الدول القضائية من قبل الأزواج من نفس الجنس (المثليين) من أجل تثبيت حقوق الميراث وفقًا لقوانين السلطة القضائية، قد لا يكون تبني البالغيين متاحًا كعمل قانوني في المملكة المتحدة، يمكن تبني الأطفال فقط اذ ينص قانون التبني والأطفال الإنجليزي لعام (2002) على أنه «لا يجوز تقديم طلب للحصول على أمر بالتبني إلا إذا لم يبلغ الشخص المراد تبنيه 18 عامًا في تاريخ تقديم الطلب».و في الأماكن التي توجد فيها حالات تبني للبالغين، يمكن وجود علاقة قانونية بين الولاد والابن البالغ بالتبني ويمكن ان لا يكون هناك علاقة بينهم في سبيل نقل حقوق الميراث. على سبيل المثال، في كولورادو، يمكن للمرء أن يتبنى شخصًا بالغًا يبلغ من العمر 21 عامًا أو أكثر لأغراض الميراث، لكن العلاقة تكون غير موجودة بين الوالد وهذا الابن البالغ بالتبني. ومع ذلك، فإن تبني شخص ما بين سن 18 و 20 (بشكل مباشر) ينقل حقوق الميراث والعلاقة القانونية بين الوالد والابن البالغ بالتبني.اذ ان في معظم الولايات الأمريكية يتم نقل العلاقة القانونية وحقوق الميراث معا.في البلدان التي لم يحصل فيها الأزواج من نفس الجنس (المثليين) على نفس الحماية القانونية مثل الأزواج من جنسين مختلفين، تم استخدام تبني البالغين من قبل أحد الازواج لضمان نقل الملكية إلى الزوج الآخر الذي يكون على قيد الحياة عند وفاة احدهم.